# Werner Peter
Werner Peter (Sandersdorf, Német Demokratikus Köztársaság, 1950. május 25. –) olimpiai ezüstérmes német labdarúgócsatár.

## Sikerei, díjai
NDK
- Olimpiai ezüstérmes (1): 1980